# 二见伸明
二见伸明（1935年2月10日—），东京都人，日本政治家。
毕业于早稻田大学，历任《公明新闻》政治部长、公明党中央执行委员、农水局长、政策审议委员会副会长、书记局委员。1969年12月，担任日本衆議院議員；之后担任第68届運輸大臣、日本公明党副委員長。